# 闇夜にささやく〜探偵 相楽恭一郎〜
『闇夜にささやく〜探偵 相楽恭一郎〜』（やみよにささやく たんてい さがらきょういちろう）は、2006年2月9日にアイディアファクトリーから発売されたPlayStation 2用ゲーム、2005年2月に発売されたPS2『月は切り裂く 〜探偵 相楽恭一郎〜』の続編となる推理探偵アドベンチャーゲーム。

## 概要
主人公は前作と同じく、三流探偵・相楽恭一郎。前作から1年後、彼が乗り込んだ大型豪華客船を舞台に事件が発生し、彼は事件を解決するために、行動を開始する。

## ストーリー
主人公の相楽恭一郎は三流の探偵。たまに入ってくる仕事は冴えない仕事ばかり。そんなある日、たまたま引き受けた仕事がいつのまにやらヤクザ同士の抗争に大発展。泣きついた伊達の紹介で、ほとぼりが冷めるまで大型豪華客船での高飛びを決め込んだのだった。そして、恭一郎が船上で出会った、女子大生にOL、謎の美人ディーラー、にメイドを従えた女の子……。やがて、船上という閉じられた世界で、彼女たちの周囲に怪しい男たちが見え隠れしはじめる……。

## 登場人物
相楽 恭一郎（さがら きょういちろう）
声 : 新川龍典
本作の主人公。女好きでお調子者だが女運には恵まれない。基本的には頭がよく、手先も器用。
上月 真奈（こうづき まな）
声 - 水樹奈々
後先かまわず行動する元気な女子大生。女子校育ちのため、男性に対して免疫がなく、面と向かうと変に意識してしまう。自分のやりたいことを探していて、「探偵」という職業に興味を持つ。
桐谷 佳奈子（きりたに かなこ）
声 - 後藤沙緒里
一流商社に勤めるOL。上流家庭のお嬢様として育ち、世間知らずだが、本人はまったく気にしていない。おっとりしているが、電子機器には強い。
影森澪（かげもり みお）
声 - 斎藤桃子
元気な小学5年生。メイド付きで船に乗り込んでいるほどのお嬢様。見かけは子供だが、頭の回転はかなり良い。
神楽坂 和香（かぐらざか わか）
声 - 高橋あみか
澪に付き添っているメイド。澪には優しく接するが、他人には無表情・無反応な態度を示す。
カグヤ
声 - 川淵由香里
年齢不詳の年齢不詳なお姉さん。表向きは船内にあるカジノのディーラー。伊達義重とは旧知の仲らしい。
伊達義重（だて よししげ）
声 - 乃村健次
探偵事務所の1階にある喫茶店「ハノイ」のオーナー。恭一郎のアニキ的存在。
富ヶ谷信男
声 - 西垣俊作
いつもニヤニヤしながら女の子を見ている中年男性。貴金属をジャラジャラと身に着けている。貿易商らしい。
百瀬弘明
声 - 野宮一範
インテリ系の若手弁護士。超一流のエリートにもかかわらず、なぜか恭一郎につっかかってくる。
如月 翔（きさらぎ かける）
声 - 小嶋一成
船内のバーとカジノに入り浸っている謎の男。誰に対しても愛想がいいが、ナルシストな面もある。

## スタッフ
- 企画・プロデュース
- 製作プロデュース
- ゲームディレクター
- 脚本
- キャラクターデザイン
- サウンドコンポーザー
- サウンドエディター
- オープニングテーマ「光」
  - 作詞・作曲：伊東大和（POPHOLIC） / 編曲：井上日徳 / 歌：水樹奈々

## 特典
パッケージは通常版のほか、声優さんのコメント入りの設定原画集と女性陣が大活躍する事件編と解決編の2本を収録したドラマCDが同梱された限定版が発売される。予約特典は、事件編と解決編の2本のシリアスドラマを収録したドラマCDとなっている。